# Lord Changping
Lord Changping (昌平君) (? - 223. prije nove ere) bio je jedan od posljednjih vladara drevne kineske države Chua.
Rođen je kao princ, sin kralja Kaoliea od Chua. Njegovo je osobno ime nepoznato, ali je moguće da je bilo Zhao (召).
Bio je brat trojice kraljeva, Youa, Aija i Fuchua te potomak - prema mitu - cara Zhuanxua od Kine.
Nije poznato je li bio oženjen i je li imao djece. 
Bio je general i lord države Qin, ali je poslije bio kralj Chua, te ga se često smatra posljednjim kraljem te zemlje, premda su poslije njega vladali njegov rođak Yì od Chua te Xiang Yu i Han Xin.